# Национален исторически музей (Гърция)
Националният исторически музей (на гръцки: Εθνικό Ιστορικό Μουσείο) е исторически музей в Атина. Основан през 1882 г., той е най-старият музей по рода си в Гърция. Намира се в сградата на улица „Стадиу“ в Атина, в която се е помещавал гръцкият парламент от 1875 до 1932 г. От 2001 г. там е организиран и функционира филиал на Националния исторически музей.

## Колекции
Музеят съхранява колекцията на Историческото и етноложко общество на Гърция, основано през 1882 г. Това е най-старата колекция от този вид в Гърция и преди да бъде преместена в Стария парламент, се помещава в основната сграда на Националния технически университет.
Колекцията съдържа исторически предмети, засягащи периода от превземането на Константинопол от османците през 1453 г. до Втората световна война, като се набляга особено на периода на Гръцката революция и последвалото създаване на съвременната гръцка държава.
Сред изложените предмети са оръжия, лични вещи и сувенири от исторически личности, исторически картини на гръцки и чуждестранни художници, ръкописи, както и голяма колекция от традиционни гръцки носии от различни региони. Колекцията е изложена в коридорите и стаите на сградата, а голямата централна зала на Народното събрание се използва за конференции.

## Допълнителна информация
- Aikaterini Dermitzaki (2013). The National and Historical Museum of the Historical and Ethnological Society of Greece: founding, collecting policy and other actions (1882–1926) [Το Εθνικό Ιστορικό Μουσείο της Ιστορικής και Εθνολογικής Εταιρείας της Ελλάδος: ίδρυση, συλλεκτική πολιτική και άλλες δράσεις (1882–1926)]. Athens: National and Capodistrian University of Athens. (Greek)